# Ceylon-Katze
| Ceylon                                   | Ceylon |
| ---------------------------------------- | --- |
| erlaubte Farben                          | Alle natürlichen Farben sind anerkannt |
| spezielle Zeichnungsvarianten der Ceylon | Benota (Ticking ist gleichmäßig auf Rücken, Schultern und Flanken verteil, während Kopf, Schwanz und Extremitäten gestreift und am Bauch Tupfen sind) Chaus (gleichmäßiges Ticking, wobei die Streifen weniger deutlich sind) Continental (gleichmäßige Tabby in Blotched, Spotted oder Mackerel) |
| nicht erlaubte Fellzeichnung             | Fehlen der Tabby-Zeichnungen |
| Liste der Katzenrassen                   | |

Die Ceylonkatze (englisch Ceylon cat) ist eine kurzhaarige Rassekatze, die aus Sri Lanka (früher: Ceylon) stammt und noch relativ unbekannt ist.

## Geschichte
Die Ceylonkatze verdankt ihren Namen der Insel Sri Lanka, die ehemals eine britische Kronkolonie mit Namen Ceylon war. Dort entstand sie, anders als die meisten anderen Rassekatzen, als natürliche Rasse ohne gezielte Züchtung durch den Menschen. Da auf Sri Lanka, neben Hauskatzen nur zwei verschiedene Kleinkatzenarten leben, die Rohrkatze und die Rostkatze, könnte es zu Vermischung der verschiedenen Arten gekommen sein, woraus sich dann die Ceylon gebildet hat.
1964 entdeckte Paolo Pellegatta die Ceylonkatze auf seiner Reise durch Sri Lanka und war so begeistert von der Rasse, dass er einige Exemplare der Ceylon mit nach Italien nahm. In den folgenden Jahren kehrte er immer wieder nach Sri Lanka zurück, um weitere Katzen nach Italien zu holen, wo sie inzwischen sehr beliebt ist und auf Vereinsbasis gezüchtet wird.
Im Jahre 1984 wurde die Ceylon erstmals auf einer internationalen Katzenschau in Erba (Lombardei) vorgestellt und begeisterte dort das Publikum. Der "Club Amatori del Gatto di Ceylon" (zu deutsch: Freunde der Ceylonkatze) wurde ins Leben gerufen mit dem Ziel, die Weiterverbreitung der Ceylonkatze zu stärken.
Im Jahre 1989 erkannte die FIAF (Federazione Italiana Associazioni Feline) und wenig später die WCF(World Cat Federation) die Ceylon offiziell als eigene Rasse an.

## Aussehen
Die Größe der Ceylon-Katze variiert von klein bis mittelgroß und weist eine feine Struktur auf. Die Hinterbeine sind meist etwas länger als die Vorderbeine. Ihre Pfoten sind klein und rundlich. Ihr Schwanz ist relativ kurz und verläuft am Ansatz etwas breiter als an der abgerundeten Spitze.
Der Kopf der Ceylon ist groß und hat hervortretende Wangenknochen. Die Nase ist relativ lang und hat einen leicht angedeuteten Stop. Im Verhältnis erscheinen ihre Ohren relativ groß. Sie stehen eng zusammen und sitzen weit oben am Kopf. Sie hat große, weit auseinander liegende Augen, die mandelförmig sind, ihre Farbe variiert zwischen gelb und grün. Die Grundfellfarbe ist Agouti mit Tabby-Streifen an den Beinen sowie am Schwanz und im Gesicht. Sehr charakteristisch für die Ceylon-Katze ist zudem das deutliche M-Muster auf der Stirn. Insgesamt sind die männlichen Tiere etwas kräftiger gebaut als die Weibchen.

## Verhalten
Die Ceylon ist eine sehr aktive Katze, die als besonders anhänglich und gesellig gilt. Zudem ist sie sehr anpassungsfähig und verhält sich Fremden gegenüber freundlich. Mit anderen Haustieren oder Artgenossen kommt sie in der Regel gut klar, vor allem wenn sie miteinander aufgewachsen sind. Da die Ceylon sehr lebhaft ist, sollten Besitzer dafür sorgen, dass sie genügend Auslauf bekommt. Wenn die Wohnung groß genug ist und einen katzengesicherten Balkon hat, braucht die Ceylon aufgrund ihrer Anpassungsfähigkeit nicht zwingend Zugang nach draußen.